# Bismarckblomsterpickare
Bismarckblomsterpickare (Dicaeum eximium) är en fågel i familjen blomsterpickare inom ordningen tättingar.

## Utseende och läte
Bismarckblomsterpickaren är en mycket liten tätting med kort näbb. Den är gråbrun på huvud och rygg och vit på strupen. Vidare har den ett rött bröstband, grått på bröstsidorna, vitt på buken med en svart strimma centralt, kanelfärgade flanker och karmosinröd övergump. Vanligaste lätet är ett hårt "tzick".

## Utbredning och systematik
Bismarckblomsterpickare förekommer i Bismarckarkipelagen och delas in i tre underarter med följande utbredning:
- Dicaeum eximium layardorum – New Britain
- Dicaeum eximium eximium – New Ireland och Lavongai
- Dicaeum eximium phaeopygium – ön Dyaul

## Levnadssätt
Bismarckblomsterpickaren hittas mestadels i skogar i låglänta områden och förberg upp till 1000 meters höjd. Den undviker öppna områden och kustnära skogar. 

## Status
Bismarckblomsterpickaren har ett begränsat utbredningsområde, men beståndet anses vara stabilt. IUCN kategoriserar arten som livskraftig.